# 雷亚尔德甘迪亚
雷亚尔德甘迪亚，是西班牙巴伦西亚自治区巴伦西亚省的一个市镇。总面积6平方公里，总人口1870人（2001年），人口密度312人/平方公里。